# Eduardo Blanco Fernández
Eduardo Blanco Fernández (Gijón, 13 d'octubre de 1897 - Madrid, 3 de juliol de 1997) va ser un minaire i polític socialista asturià, diputat durant la Segona República.
Minaire en una mina de carbó a Mieres, es va unir a les Joventuts Socialistes el 1914, al Partit Socialista Obrer Espanyol (PSOE) en 1920 i, ja quan es trobava treballant en les mines de Peñarroya-Pueblonuevo, al sindicat miner de la Unió General de Treballadors (UGT). Va ser delegat al Congrés extraordinari d'UGT de 1927 i del PSOE en 1931, enquadrat en el sector caballerista. A les eleccions municipals de 1931 que van donar lloc a la proclamació de la República, va ser escollit regidor de Peñarroya i va participar en la revolució de 1934, per la qual cosa va ser deposat del seu càrrec i empresonat fins a 1936. Va ser president del Sindicat Miner d'UGT a les mines cordoveses durant tota la Segona República, destacant per ser el líder del moviment vaguístic miner de 1933 a la zona, que es va estendre per Astúries, província de Lleó i Ciudad Real en defensa del dret dels miners perquè es creés una caixa de jubilació i una altra d'orfandat per atendre a les famílies dels morts en les mines. Va ser escollit diputat en 1936 per la circumscripció de Còrdova en la candidatura del Front Popular, obtenint més de 155.000 vots, tot això malgrat haver estat empresonat uns dies abans de les eleccions per no acceptar els suborns per falsejar els resultats electorals que li van oferir seguidors de Niceto Alcalá Zamora.
Quan es va produir el cop d'estat del 18 de juliol de 1936 que va donar inici a la Guerra Civil, Blanco es trobava a Peñarroya-Pueblonuevo, on s'havia desplaçat el 17 de juliol des de Madrid per assistir aquest cap de setmana al VI Congrés de la Federació Regional de Sindicats d'UGT. La seva presència en aquesta localitat va ser fonamental perquè la Guàrdia Civil prengués partit per la legalitat republicana, apaivagant al temps els ànims dels miners que pretenien assaltar la caserna. El setembre del 1936 va ser nomenat per totes les forces polítiques de la zona President-Representant del Front Popular, organitzant el conegut com Batalló del Terrible, del que va ser comissari polític, i que va participar en el front nord de la província de Còrdova.
Va ser governador civil de Còrdova, en substitució de Fernando Carrión Caballero, al que va recolzar en el seu moment perquè el govern el nomenés governador, des del 17 de novembre de 1936 al 12 de juliol de 1937, establint la seva residència a Montoro, passant posteriorment a Villanueva de Córdoba. Va gestionar l'arribada del material militar necessari per a sostenir els fronts de la serra cordovesa i va ajudar a evitar possibles represàlies sobre els cordovesos de la dreta política i els llocs de culte. Després de cessar com a governador va romandre a la província cordovesa.
En acabar la guerra va ser detingut en 1939 en Ciudad Real, sent trasllat i empresonat a Còrdova. En 1940 va ser sotmès a consell de guerra sumaríssim, i fou condemnat a pena de mort, encara que li va ser commutada per 30 anys de reclusió major. Després de diversos indults, va ser posat en llibertat pel Nadal de 1945. Es va traslladar i va fixar la seva residència a Madrid, on es trobava la seva família i la resta de la seva vida va treballar com a administrador d'obres, encara que el seu passat polític va impedir una retribució justa. Encara que també va ser processat pel Tribunal de Responsabilitats Polítiques, la pèrdua de l'expedient durant anys va evitar que fos condemnat.